# Der G.m.b.H.-Tenor
Der G.m.b.H.-Tenor ist ein deutscher Stummfilm in vier Akten von Ernst Lubitsch aus dem Jahr 1916. Er zählt zu den heute verschollenen Filmen des Regisseurs. 

## Inhalt
Sally kommt aus einer Kleinstadt nach Berlin, wo er eine Ausbildung bei seinem Onkel beginnt. Er hilft seinem Onkel bei der Brotproduktion und träumt davon, ein berühmter Tenor zu werden. Eines Tages wird er entdeckt.
Eine Gruppe wohlhabender Herren schließt sich zu einer GmbH zusammen und finanziert Sallys Gesangsstunden. Es kommt der Tag, an dem Sally schließlich in der Oper den Lohengrin singen darf. Sein Erfolg wird durch seinen größten Rivalen und Neider verhindert, der ihm kurz vor dem Auftritt Juckpulver auf sein Kostüm streut. Sally kehrt in die Firma seines Onkels zurück, wo er Trost bei seiner Cousine findet.

## Produktion
Der Film wurde in den Ufa-Union-Filmstudios, Berlin-Tempelhof gedreht. Die Bauten stammten von Kurt Richter.
Die Prüfung durch die Zensur fand im August 1916 statt. Die Premiere des Films war am 22. Dezember 1916 im U.T. Friedrichstraße, dem U.T. Unter den Linden und den Kammerlichtspielen Berlin.
Der G.m.b.H.-Tenor gehörte zu einer Reihe von Filmen, in der die von Lubitsch dargestellte Figur des Sally auftritt. Oft kam diese Figur zum Beispiel als kleiner Lehrling aus einer Klein- in eine Großstadt und stieg in der Folge gesellschaftlich auf. Beispiele dafür sind 1916 Schuhpalast Pinkus mit Lubitsch als Sally Pinkus und 1917 Der Blusenkönig mit Lubitsch als Sally Katz. Weitere Figuren mit dem Namen Sally, die von Lubitsch dargestellt werden, finden sich 1918 in Der Rodelkavalier (Sally Pinner), Der Fall Rosentopf (Sally) sowie Meyer aus Berlin (Sally Meyer).